# Караултобе (городище)
Караултобе (Карауылтобе; каз. Қарауылтөбе) — средневековое городище в Туркестанской области Казахстана. Расположено в 0,5 км к востоку от села Бейнеткеш Толебийского района, на правом берегу ручья Сырганак. Входит в список памятников истории и культуры местного значения Туркестанской области.
Название «Караултобе» означает, что городище было воздвигнуто на искусственной насыпи.
Поселение состоит из центральной части, где была обустроена цитадель, и рабада, примыкающего с севера. Центральная часть представляет собой бугор, в плане прямоугольный с овальными углами. Размеры основания — 130×80 м, верхней части — 70×40 м; высота — 13 м. Рабад представляет собой квадратную площадку с размерами основания 50×50 м и верхней части 30×30 м, высотой 5 м. Цитадель и рабад разделены рвом шириной 8—12 м.
Постройки городища датируются X—XVII веками.
В 1979 году поселение обследовалось археологической экспедицией под руководством А. Н. Подушкина. В ходе раскопок обнаружены фрагменты поливной и неполивной столовой керамики (горшков, чаш, пиал и др.) караханидской и тимуридской эпох. Установлено, что жители занимались земледелием и скотоводством.